# Democratische presidentiële voorverkiezingen 2020 in de Verenigde Staten
De Democratische voorverkiezingen voor de Amerikaanse presidentsverkiezingen omvatten het proces waarin een reeks voorverkiezingen bepaalde wie namens de Democratische Partij het opnam in de Presidentsverkiezingen 2020. De voorverkiezingen vonden plaats in alle vijftig staten, Washington D.C en vijf overzeese gebieden en dit tussen 3 februari 2020 en 6 juni 2020. De voorverkiezingen vonden niet rechtstreeks plaats, maar via gedelegeerden die per staat proportioneel toegewezen worden aan kandidaten die meer dan 15% halen in een respectievelijke staat.

## Procedure
De procedures voor de voorverkiezingen bij de Democraten werden sinds de vorige verkiezingen gewijzigd. In augustus 2018 besloot het Democratisch Nationaal Comité supergedelegeerden te verbieden om te stemmen bij de eerste stemming van het nominatieproces, te beginnen met de verkiezing van 2020. Dit betekent dat een kandidaat een meerderheid van de stemmen van de verkozen afgevaardigden (pledged delegates) in de diverse primaire verkiezingen moet verzamelen om de nominatie van de partij te winnen. De laatste keer dat dit niet gebeurde, en dus onder de nieuwe regels anders zou zijn verlopen, was de benoeming van Adlai Stevenson II op de Democratische Nationale Conventie van 1952.

## Achtergrond
Artikel 2 van de Amerikaanse grondwet zegt dat iemand bij geboorte staatsburger van de Verenigde Staten moet zijn, er veertien jaar moet wonen en minstens 35 jaar oud moet zijn, om zich verkiesbaar te mogen stellen voor, en te dienen als, president van de Verenigde Staten.
In de presidentsverkiezingen van 2016 werd Donald Trump verkozen ten nadele van Hillary Clinton. Bovendien was binnen de Democratische partij de breuk tussen het Clinton-kamp en het Bernie Sanders-kamp nog lange tijd voelbaar. De Democraten waren ook twee jaar in de minderheid in de Senaat en het Amerikaans Huis van Afgevaardigden.
Tijdens de midterm-verkiezingen van 2018 wonnen de Democraten een meerderheid in het Huis van Afgevaardigden, maar geen meerderheid in de Senaat.
Vlak na de verkiezingen van 2018 was de speculatie over wie het zou opnemen tegen president Trump al begonnen. Voormalig vicepresident Joe Biden leidde de eerste peilingen, gevolgd door Sanders. Andere kandidaten die genoemd werden waren Senatoren Elizabeth Warren, Kamala Harris, Amy Klobuchar, Cory Booker en Kirsten Gillibrand, gouverneur Steve Bullock en miljardair Michael Bloomberg.
Beto O'Rourke, die nipt naast een senaatszetel in Texas greep, peilde plots in derde positie en werd als rijzende ster gezien binnen de partij.

## Kandidaten

### Huidige kandidaten
| Naam             | Huidige of voormalige functie                                                                   | Staat    | Aangekondigd  |
| ---------------- | ----------------------------------------------------------------------------------------------- | -------- | ------------- |
| Joe Biden (1942) | Lid van de Senaat namens Delaware (1973–2009) Vicepresident van de Verenigde Staten (2009–2017) | Delaware | 25 april 2019 |

### Teruggetrokken kandidaten tijdens de voorverkiezingen
- Bernie Sanders, 8 april 2020[4]. Wel handhaaft hij zijn naam op het stembiljet bij de komende voorverkiezingen, om zoveel mogelijk gedelegeerden achter zich te hebben om daarmee invloed op het partijprogramma te kunnen hebben op de partijconventie. In die zin trekt hij zich niet volledig terug.
- Tulsi Gabbard, 19 maart 2020[5]
- Elizabeth Warren, 5 maart 2020
- Michael Bloomberg, 4 maart 2020, daags na Super Tuesday, trok hij zich wegens teleurstellende resultaten terug en schaarde zich achter Joe Biden.[6]
- Amy Klobuchar, 2 maart 2020[7]
- Pete Buttigieg, 1 maart 2020[8]
- Tom Steyer, 29 februari 2020[9]
- Deval Patrick, 12 februari 2020[10]
- Michael Bennet, Lid van de Senaat namens Colorado (2009–heden)[11] (11 februari 2020)
- Andrew Yang, Ondernemer, filantroop en auteur[12] (11 februari 2020)

### Teruggetrokken kandidaten voor de voorverkiezingen
- John Delaney, lid van het Huis van Afgevaardigden namens Maryland (2013–2019). Eerste kandidaat voor de Democratische nominatie (2017)[13]
- Cory Booker, burgemeester van Newark, New Jersey (2009–2013), Lid van de Senaat namens New Jersey (2013–heden)[14]
- Marianne Williamson, spiritueel leraar, auteur, ondernemer en activist uit Californië[15]
- Julián Castro, burgemeester van San Antonio, Texas (2009–2014), Minister van Volkshuisvesting en Stedelijke Ontwikkeling (2014–2017)[16]
- Kamala Harris, Procureur-generaal van Californië (2011–2017), Lid van de Senaat namens Californië (2017–2021)[17]
- Steve Bullock, Gouverneur van Montana (2013–2021)[18]
- Joe Sestak, lid van het Huis van Afgevaardigden namens Pennsylvania (2007–2011)[19]
- Wayne Messam, burgemeester van Miramar, Florida (2015–heden)[20]
- Beto O'Rourke, lid van het Huis van Afgevaardigden namens Texas (2013–2019)[21]
- Tim Ryan, lid van het Huis van Afgevaardigden namens Ohio (2003–2023)[22]
- Bill de Blasio, Burgemeester van New York (2014–2021)[23]
- Kirsten Gillibrand, lid van het Huis van Afgevaardigden namens New York (2007–2009) , Lid van de Senaat namens New York (2009–heden)[24]
- Seth Moulton, lid van het Huis van Afgevaardigden namens Massachusetts (2015–heden)[25]
- Jay Inslee, Gouverneur van Washington (2013–2025)[26]
- John Hickenlooper, burgemeester van Denver (2003–2011), Gouverneur van Colorado (2011–2019)[27]
- Mike Gravel, lid van de Senaat namens Alaska (1969–1981)[28]
- Eric Swalwell, lid van het Huis van Afgevaardigden namens Californië (2013–heden)[29]
- Richard Ojeda, lid van de senaat van West Virginia (2016–2019)[30]

### Uitstel door decoronapandemie
Door de pandemie werden de meeste voorverkiezingen uitgesteld tot juni. De meeste vonden plaats per brief. Wisconsin was de laatste voorverkiezing die op de geplande datum is uitgevoerd, ondanks een grote politieke strijd om de verkiezing uit te stellen.

## Debatten
| Nummer | Datum             | Plaats                        | Kandidaten |
| ------ | ----------------- | ----------------------------- | ---------- |
| 1A     | 26 juni 2019      | Miami, Florida                | 10         |
| 1B     | 26 juni 2019      | Miami, Florida                | 10         |
| 2A     | 30 juli 2019      | Detroit, Michigan             | 10         |
| 2B     | 31 juli 2019      | Detroit, Michigan             | 10         |
| 3      | 12 september 2019 | Houston, Texas                | 10         |
| 4      | 15 oktober 2019   | Westerville, Ohio             | 12         |
| 5      | 20 november 2019  | Atlanta, Georgia              | 10         |
| 6      | 19 december 2019  | Los Angeles, Californië       | 7          |
| 7      | 14 januari 2020   | Des Moines, Iowa              | 6          |
| 8      | 7 februari 2020   | Manchester, New Hampshire     | 7          |
| 9      | 19 februari 2020  | Paradise, Nevada              | 6          |
| 10     | 25 februari 2020  | Charleston, South Carolina    | 7          |
| 11     | 15 maart 2020     | Washington, D.C. (CNN-studio) | 2          |

Het DNC stelde vooraf criteria op waaraan kandidaten moeten voldoen, waardoor het aantal kandidaten dat voor een bepaald debat gekwalificeerd is varieert. Omdat de criteria steeds hoger liggen zijn er meestal steeds minder kandidaten gekwalificeerd.
Naast de debatten waren er ook vijftig forums waarin kandidaten hun standpunten verdedigden door individueel op een podium te staan.

## Lijst voorverkiezingen

### Procedure
De meeste staten maken gebruik van een primarysysteem, waarin je op een stembrief je keuze aangeeft. De staten Iowa, Nevada en Wyoming alsook de overzeese gebieden (niet Puerto Rico) gebruiken een ouder systeem (Caucus) waarin via een volksraadpleging gedelegeerden per kandidaat worden aangeduid per stemlocatie, het resultaat van de staat is de som van alle gedelegeerden per kandidaat van de verschillende stemlocaties.

#### Kalender

Februari
3 maart (Super Tuesday)
10 maart
14–17 maart
24–29 maart
4–7 april
28 april
Mei
Juni

| Datum       | Staat/gebied                 | Aantal verkozen afgevaardigden |
| ----------- | ---------------------------- | ------------------------------ |
| 3 februari  | Iowa                         | 41                             |
| 11 februari | New Hampshire                | 24                             |
| 22 februari | Nevada                       | 36                             |
| 29 februari | South Carolina               | 54                             |
| 3 maart     | Alabama                      | 52                             |
| 3 maart     | Amerikaans-Samoa             | 6                              |
| 3 maart     | Arkansas                     | 31                             |
| 3 maart     | Californië                   | 415                            |
| 3 maart     | Colorado                     | 67                             |
| 3 maart     | Maine                        | 24                             |
| 3 maart     | Massachusetts                | 91                             |
| 3 maart     | Minnesota                    | 75                             |
| 3 maart     | North Carolina               | 110                            |
| 3 maart     | Oklahoma                     | 37                             |
| 3 maart     | Tennessee                    | 64                             |
| 3 maart     | Texas                        | 228                            |
| 3 maart     | Utah                         | 29                             |
| 3 maart     | Vermont                      | 16                             |
| 3 maart     | Virginia                     | 99                             |
| 10 maart    | Democraten in het buitenland | 13                             |
| 10 maart    | Idaho                        | 20                             |
| 10 maart    | Michigan                     | 125                            |
| 10 maart    | Mississippi                  | 36                             |
| 10 maart    | Missouri                     | 68                             |
| 10 maart    | North Dakota                 | 14                             |
| 10 maart    | Washington                   | 89                             |
| 14 maart    | Noordelijke Marianen         | 6                              |
| 17 maart    | Arizona                      | 67                             |
| 17 maart    | Florida                      | 219                            |
| 17 maart    | Illinois                     | 155                            |
| 17 maart    | Ohio                         | 136                            |
| 24 maart    | Georgia                      | 105                            |
| 29 maart    | Puerto Rico                  | 51                             |
| 4 april     | Alaska                       | 15                             |
| 4 april     | Hawaï                        | 24                             |
| 4 april     | Louisiana                    | 54                             |
| 4 april     | Wyoming                      | 14                             |
| 7 april     | Wisconsin                    | 84                             |
| 28 april    | Connecticut                  | 60                             |
| 28 april    | Delaware                     | 21                             |
| 28 april    | Maryland                     | 96                             |
| 28 april    | New York                     | 274                            |
| 28 april    | Pennsylvania                 | 186                            |
| 28 april    | Rhode Island                 | 26                             |
| 2 mei       | Guam                         | 7                              |
| 2 mei       | Kansas                       | 39                             |
| 5 mei       | Indiana                      | 82                             |
| 12 mei      | Nebraska                     | 29                             |
| 12 mei      | West Virginia                | 28                             |
| 19 mei      | Kentucky                     | 54                             |
| 19 mei      | Oregon                       | 61                             |
| 2 juni      | District of Columbia         | 20                             |
| 2 juni      | Montana                      | 19                             |
| 2 juni      | New Jersey                   | 126                            |
| 2 juni      | New Mexico                   | 34                             |
| 2 juni      | South Dakota                 | 16                             |
| 6 juni      | Amerikaanse Maagdeneilanden  | 7                              |

## Democratische conventie

### Kandidaturen
Eind 2017 konden steden die de conventie willen houden zich kandidaat stellen. Tijdens de zomer van 2018 waren er drie kandidaturen:
- Milwaukee, Wisconsin
- Houston, Texas
- Miami Beach Florida

### Gekozen plaats
Het Democratic National Committee koos voor Milwaukee in Wisconsin. Donald Trump won de staat Wisconsin in 2016 met een marge van minder dan 1% en de Democraten hopen deze staat terug te heroveren.

## Uitslagen voorverkiezingen
| Datum             | Staat/territorium            | Afgevaardigden | Afgevaardigden | Type    | Aantal afgevaardigden | Aantal afgevaardigden | Aantal afgevaardigden | Aantal afgevaardigden | Aantal afgevaardigden | Aantal afgevaardigden | Aantal afgevaardigden |
| Datum             | Staat/territorium            | Pledged        | Unpledged      | Type    | Biden                 | Sanders               | Warren                | Buttigieg             | Bloomberg             | Klobuchar             | Andere(n)             |
| ----------------- | ---------------------------- | -------------- | -------------- | ------- | --------------------- | --------------------- | --------------------- | --------------------- | --------------------- | --------------------- | --------------------- |
| 3 februari 2020   | Iowa                         | 41             | (8)            | caucus  | 6                     | 12                    | 8                     | 14                    | 0                     | 1                     | 0                     |
| 11 februari 2020  | New Hampshire                | 24             | (9)            | primary | 0                     | 9                     | 0                     | 9                     | 0                     | 6                     | 0                     |
| 22 februari 2020  | Nevada                       | 36             | (12)           | caucus  | 9                     | 24                    | 0                     | 3                     | 0                     | 0                     | 0                     |
| 29 februari 2020  | South Carolina               | 54             | (9)            | primary | 39                    | 15                    | 0                     | 0                     | 0                     | 0                     | 0                     |
| 3 maart 2020      | Alabama                      | 52             | (9)            | primary | 40                    | 7                     | 0                     | 0                     | 1                     | 0                     | 0                     |
| 3 maart 2020      | Amerikaans-Samoa             | 6              | (5)            | caucus  | 0                     | 0                     | 0                     | 0                     | 4                     | 0                     | 1                     |
| 3 maart 2020      | Arkansas                     | 31             | (5)            | primary | 17                    | 9                     | 0                     | 0                     | 5                     | 0                     | 0                     |
| 3 maart 2020      | Californië                   | 415            | (79)           | primary | 154                   | 210                   | 7                     | 1                     | 29                    | 0                     | 0                     |
| 3 maart 2020      | Colorado                     | 67             | (13)           | caucus  | 9                     | 20                    | 1                     | 0                     | 9                     | 0                     | 0                     |
| 3 maart 2020      | Maine                        | 24             | (8)            | primary | 11                    | 9                     | 4                     | 0                     | 0                     | 0                     | 0                     |
| 3 maart 2020      | Massachusetts                | 91             | (23)           | primary | 36                    | 29                    | 23                    | 0                     | 0                     | 0                     | 0                     |
| 3 maart 2020      | Minnesota                    | 75             | (16)           | primary | 38                    | 26                    | 10                    | 0                     | 0                     | 0                     | 0                     |
| 3 maart 2020      | North Carolina               | 110            | (12)           | primary | 65                    | 35                    | 2                     | 0                     | 1                     | 0                     | 0                     |
| 3 maart 2020      | Oklahoma                     | 37             | (5)            | primary | 21                    | 13                    | 0                     | 0                     | 3                     | 0                     | 0                     |
| 3 maart 2020      | Tennessee                    | 64             | (9)            | primary | 29                    | 15                    | 1                     | 0                     | 8                     | 0                     | 0                     |
| 3 maart 2020      | Texas                        | 228            | (33)           | primary | 81                    | 72                    | 1                     | 0                     | 5                     | 0                     | 0                     |
| 3 maart 2020      | Utah                         | 29             | (5)            | primary | 1                     | 9                     | 0                     | 0                     | 2                     | 0                     | 0                     |
| 3 maart 2020      | Vermont                      | 16             | (8)            | primary | 5                     | 11                    | 0                     | 0                     | 0                     | 0                     | 0                     |
| 3 maart 2020      | Virginia                     | 99             | (25)           | primary | 66                    | 31                    | 2                     | 0                     | 0                     | 0                     | 0                     |
| 3 - 10 maart 2020 | Democraten in het buitenland | 13             | (4)            | primary |                       |                       |                       |                       |                       |                       |                       |
| 10 maart 2020     | Idaho                        | 20             | (5)            | primary | 11                    | 9                     | 0                     | 0                     | 0                     | 0                     | 0                     |
| 10 maart 2020     | Michigan                     | 125            | (22)           | primary | 73                    | 52                    | 0                     | 0                     | 0                     | 0                     | 0                     |
| 10 maart 2020     | Mississippi                  | 36             | (5)            | primary | 34                    | 2                     | 0                     | 0                     | 0                     | 0                     | 0                     |
| 10 maart 2020     | Missouri                     | 68             | (10)           | primary | 44                    | 24                    | 0                     | 0                     | 0                     | 0                     | 0                     |
| 10 maart 2020     | North Dakota                 | 14             | (4)            | primary | 6                     | 8                     | 0                     | 0                     | 0                     | 0                     | 0                     |
| 10 maart 2020     | Washington                   | 89             | (19)           | primary | 45                    | 42                    | 2                     | 0                     | 0                     | 0                     | 0                     |
| 14 maart 2020     | Noordelijke Marianen         | 6              | (5)            | caucus  | 2                     | 4                     | 0                     | 0                     | 0                     | 0                     | 0                     |
| 17 maart 2020     | Arizona                      | 67             | (12)           | primary | 39                    | 28                    | 0                     | 0                     | 0                     | 0                     | 0                     |
| 17 maart 2020     | Florida                      | 219            | (29)           | primary | 160                   | 59                    | 0                     | 0                     | 0                     | 0                     | 0                     |
| 17 maart 2020     | Illinois                     | 155            | (29)           | primary | 95                    | 60                    | 0                     | 0                     | 0                     | 0                     | 0                     |
| 17 maart 2020     | Ohio                         | 136            | (17)           | primary | 123                   | 13                    | 0                     | 0                     | 0                     | 0                     |                       |
| 4 juni 2020       | Georgia                      | 105            | (15)           | primary |                       |                       |                       |                       |                       |                       |                       |
| 29 maart 2020     | Puerto Rico                  | 51             | (7)            | primary |                       |                       |                       |                       |                       |                       |                       |
| 4 april 2020      | Alaska                       | 15             | (4)            | primary |                       |                       |                       |                       |                       |                       |                       |
| 4 april 2020      | Hawaï                        | 24             | (9)            | primary |                       |                       |                       |                       |                       |                       |                       |
| 4 april 2020      | Louisiana                    | 54             | (7)            | primary |                       |                       |                       |                       |                       |                       |                       |
| 4 april 2020      | Wyoming                      | 14             | (4)            | caucus  |                       |                       |                       |                       |                       |                       |                       |
| 7 april 2020      | Wisconsin                    | 84             | (13)           | primary | 65                    | 19                    | 0                     | 0                     | 0                     | 0                     |                       |
| 28 april 2020     | New York                     | 274            | (46)           | primary |                       |                       |                       |                       |                       |                       |                       |
| 28 april 2020     | Connecticut                  | 60             | (14)           | primary |                       |                       |                       |                       |                       |                       |                       |
| 28 april 2020     | Delaware                     | 21             | (12)           | primary |                       |                       |                       |                       |                       |                       |                       |
| 28 april 2020     | Maryland                     | 96             | (23)           | primary |                       |                       |                       |                       |                       |                       |                       |
| 28 april 2020     | Pennsylvania                 | 186            | (24)           | primary |                       |                       |                       |                       |                       |                       |                       |
| 28 april 2020     | Rhode Island                 | 26             | (10)           | primary |                       |                       |                       |                       |                       |                       |                       |
| 2 mei 2020        | Guam                         | 7              | (5)            | caucus  |                       |                       |                       |                       |                       |                       |                       |
| 2 mei 2020        | Kansas                       | 39             | (6)            | primary |                       |                       |                       |                       |                       |                       |                       |
| 5 mei 2020        | Indiana                      | 82             | (7)            | primary |                       |                       |                       |                       |                       |                       |                       |
| 12 mei 2020       | Nebraska                     | 29             | (4)            | primary |                       |                       |                       |                       |                       |                       |                       |
| 12 mei 2020       | West Virginia                | 28             | (6)            | primary |                       |                       |                       |                       |                       |                       |                       |
| 19 mei 2020       | Kentucky                     | 54             | (6)            | primary |                       |                       |                       |                       |                       |                       |                       |
| 19 mei 2020       | Oregon                       | 61             | (14)           | primary |                       |                       |                       |                       |                       |                       |                       |
| 2 juni 2020       | Washington DC                | 20             | (26)           | primary |                       |                       |                       |                       |                       |                       |                       |
| 2 juni 2020       | Montana                      | 19             | (6)            | primary |                       |                       |                       |                       |                       |                       |                       |
| 2 juni 2020       | New Jersey                   | 126            | (21)           | primary |                       |                       |                       |                       |                       |                       |                       |
| 2 juni 2020       | New Mexico                   | 34             | (11)           | primary |                       |                       |                       |                       |                       |                       |                       |
| 2 juni 2020       | South Dakota                 | 16             | (5)            | primary |                       |                       |                       |                       |                       |                       |                       |
| 6 juni 2020       | Amerikaanse Maagdeneilanden  | 7              | (6)            | caucus  |                       |                       |                       |                       |                       |                       |                       |
| -                 | totaal                       | 3.979          | 771            | -       | 1321                  | 874                   | 63                    | 26                    | 53                    | 7                     | 1                     |

1789 · 1792 · 1796 · 1800 · 1804 · 1808 · 1812 · 1816 · 1820 · 1824 · 1828 · 1832 · 1836 · 1840 · 1844 · 1848 · 1852 · 1856 · 1860 · 1864 · 1868 · 1872 · 1876 · 1880 · 1884 · 1888 · 1892 · 1896 · 1900 · 1904 · 1908 · 1912 · 1916 · 1920 · 1924 · 1928 · 1932 · 1936 · 1940 · 1944 · 1948 · 1952 · 1956 · 1960 · 1964 · 1968 · 1972 · 1976 · 1980 · 1984 · 1988 · 1992 · 1996 · 2000 · 2004 · 2008 · 2012 · 2016 · 2020 · 2024